# Symplocos badia
Symplocos badia är en tvåhjärtbladig växtart som beskrevs av B. Ståhl. Symplocos badia ingår i släktet Symplocos och familjen Symplocaceae. Inga underarter finns listade i Catalogue of Life.